# 30 세컨즈 투 마스
30 세컨즈 투 마스(30 Seconds to Mars)는 미국 캘리포니아주 로스앤젤레스 출신 록 밴드이다. 배우이기도 한 자레드 레토가 보컬을 맡고 있다.
2018년 6월 12일 리드 기타와 베이스 등을 맡았었던 토모 밀리체비치이 탈퇴하였으며 멤버는 레토 형제만 남게 되었다.

## 음반 목록

### 정규 음반
- 《30 Seconds To Mars》(2002년)
- 《A Beautiful Lie》(2005년)
- 《This Is War》(2009년)
- 《Love, Lust, Faith And Dreams》(2013년)
- 《America》(2018년)
- 《It's the End of the World but It's a Beautiful Day》 (2023년)